# Andrés González (football, 1968)
Pour les articles homonymes, voir Andrés González (homonymie) et González.
Andrés Aurelio González Luján, né le 8 avril 1968 à Callao au Pérou, est un joueur de football international péruvien qui évoluait au poste d'attaquant.

## Biographie

### Carrière en sélection
Avec l'équipe du Pérou, il joue 18 matchs (pour 2 buts inscrits) entre 1989 et 1996. 
Il figure dans le groupe des sélectionnés lors des Copa América de 1991 (élimination au 1er tour) et 1993 (quart-de-finaliste).

## Palmarès
| Universitario de Deportes - Championnat du Pérou (3) : - Champion : 1990, 1992 et 1993. |  | Alianza Lima - Championnat du Pérou (1) : - Champion : 1997. |